# Aeroportul Internațional Sunan Shuofang
Aeroportul Internațional Sunan Shuofang (IATA: WUX, ICAO: ZSWX) este un aeroport din Wuxi, Jiangsu, Republica Populară Chineză ce deservește zona Wuxi. Aeroportul a fost tranzitat în 2023 de 8.797.707 pasageri. A fost deschis în 2004.
Pe 14 decembrie 2024, traficul anual de pasageri al aeroportului Shuofang a depășit pentru prima dată 10 milioane, devenind al doilea aeroport din provincia Jiangsu, cu un flux anual de pasageri de peste 10 milioane, de asemenea, aeroportul Wuxi Shuofang intenționează să construiască o nouă pistă și extinde prima pistă, noul terminal T3, nodul de transport cuprinzător și alte conținuturi au fost aprobate de Administrația Aviației Civile din China.